# Плокосперма
Плокосперма (лат. Plocosperma) — монотипный род цветковых растений монотипного семейства Плокоспермовые (Plocospermataceae). Единственный вид — Плокосперма самшитолистная (Plocosperma buxifolia), древесное растение, распространённое в Мексике.

## Ареал
Эндемик Мексики.

## Ботаническое описание
Вечнозелёный кустарник или кустарникоподобное дерево. Листья мелкие, супротивные, короткочерешковые. Форма простой кожистой листовой пластинки варьирует от продолговатой до яйцевидной. Край листа гладкий. Прилистники отсутствуют.
Соцветия пазушные, кистевидные. В них на собственных цветоножках располагаются 1-7 цветков. Плоскосперма — двудомное растение. Однополые зигоморфные цветки пятичленные, с двойным околоцветником. Чашелистики срастаются, причём длина долей чашечки заметно больше длины её трубки. Колоколообразные лепестки также срастаются. Тычинки располагаются по одному кругу, они свободны друг от друга, но срастаются с венчиком. Два плодолистика срастаются с образованием общей верхней завязи.
Плод — коробочка, лишь иногда содержащая до 4 семян. Семена имеют хохолок из волосков на одном конце.

## Таксономическое положение и история
Впервые плокосперма была описана в мае 1876 года Джорджем Бентамом. Все другие относящиеся к роду плокосперма виды на самом являются всего лишь синонимами Plocosperma buxifolia. Семейство Plocospermataceae было выделено Джоном Хатчинсоном в 1973 году в The Families of Flowering Plants, стр. 469.
Раньше плокосперму относили к семейству Логаниевые (лат. Loganiaceae) и соответственно порядку Горечавкоцветные (лат. Gentianales), однако благодаря новейшим молекулярно-биологическим исследованиям было подтверждено выделение самостоятельного семейства Плоскоспермовые (лат. Plocospermataceae).